# Pétrel à col blanc
Pterodroma cervicalis
Espèce
Statut de conservation UICN

 VU D2 : Vulnérable
Le Pétrel à col blanc (Pterodroma cervicalis) est une espèce d'oiseaux de la famille des Procellariidae.

## Répartition
Cet oiseau se reproduit sur les îles Kermadec ; il hiverne à travers l'océan Pacifique.